# Distrito de Ewa
Ewa es un distrito de Nauru. Está ubicado en el norte de la isla, tiene una superficie de 1,2 km² y una población de 300 habitantes.

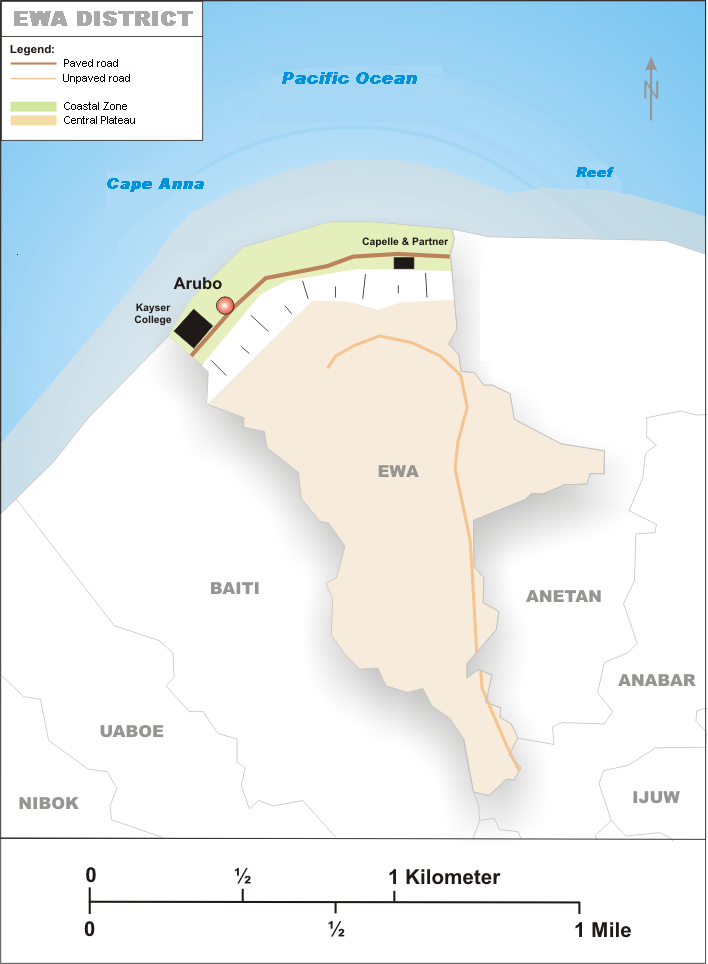
Mapa del distrito.

En Ewa se encuentra la única institución de educación superior en Nauru, el Colegio Kayser.
Ewa se encuentra al norte de la isla y país de Nauru. Está bañado por las aguas del océano Pacífico hace frontera terrestre con los distritos de Anetan, Anabar y Baiti. Aquí se encuentra el punto más al norte de la isla, el cabo Anna, está situada al sur del territorio del distrito de Ewa.
La altitud media de distrito es de 25 metros (mínimo: 0 metros, máximo: 40 metros) y la superficie es de 1,2 km².
Ewa tiene una población de 300 habitantes y una densidad de población de 248,3 hab/km².
- Datos: Q274381
- Multimedia: Ewa District, Nauru / Q274381